# 1985 год в авиации
Список событий в авиации в 1985 году.

## События
- 29 мая — первый полёт самолёта Ил-80 воздушного командного пункта созданного на базе пассажирского самолёта Ил-86.
- 4 июля — сформирована испанская пилотажная группа Патрулла Агуила.
- 12 июля — первый полёт самолёта дальнего радиолокационного обнаружения и управления Ан-71.

## Персоны

### Скончались
- 7 января — Владимир Константинович Коккинаки, лётчик-испытатель, дважды Герой Советского Союза (1938, 1957), заслуженный лётчик-испытатель СССР (1959), генерал-майор авиации (1943).
- 22 января — Михал Михайлович Громов, советский лётчик и военачальник, Герой Советского Союза, профессор, генерал-полковник авиации.
- 25 февраля — Ящук, Ростислав Давыдович, участник Великой Отечественной войны, старший лётчик-наблюдатель 47-го гвардейского отдельного авиационного полка дальних разведчиков Главного командования военно-воздушных сил Красной Армии, гвардии старший лейтенант, Герой Советского Союза.
- 13 мая — Микулин, Александр Александрович, советский конструктор авиационных двигателей и Главный конструктор ОКБ ЦИАМ, ОКБ заводов №24, №300.
- 27 сентября — Гулаев, Николай Дмитриевич, лётчик-истребитель, дважды Герой Советского Союза, третий из советских асов по числу сбитых самолётов в годы Великой Отечественной войны, генерал-полковник авиации.
- 13 ноября — Александр Иванович Покрышкин, советский лётчик-ас, второй по результативности пилот-истребитель среди лётчиков стран антигитлеровской коалиции во Второй мировой войне. Первый Трижды Герой Советского Союза. Первый и единственный лётчик, трижды удостоенный звания Героя Советского Союза в годы войны. Маршал авиации (1972). Член ВКП(б) с 1942 года.